# Ramiz Quliyev

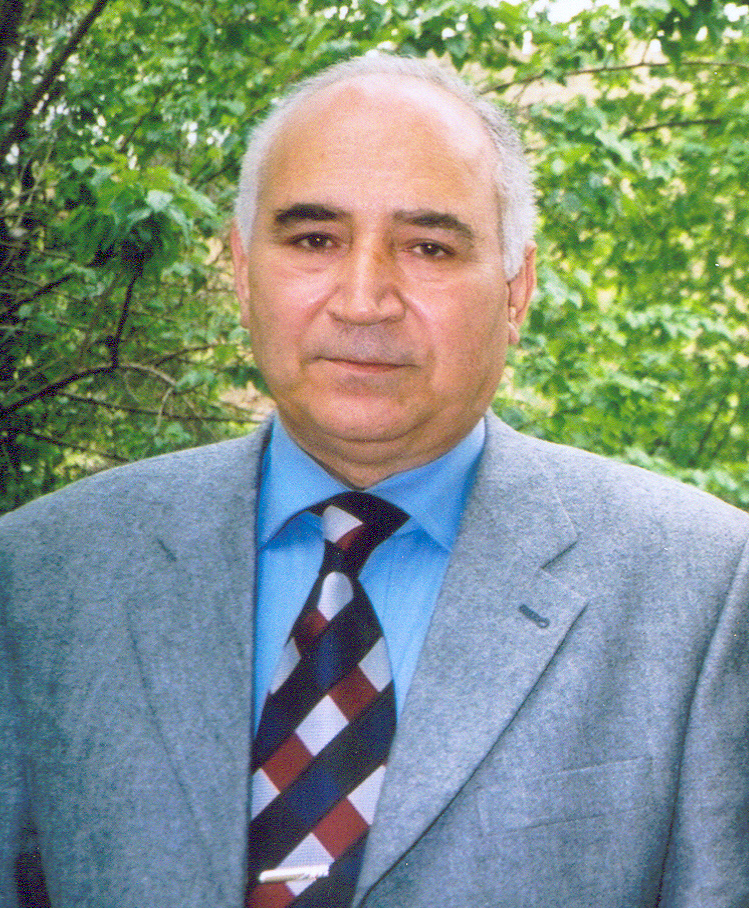
Ramiz Guliyev, 2007

Ramiz Quliyev (aserbaidschanisch Ramiz Əyyub oğlu Quliyev; * 30. April 1947 in Ağdam) ist ein aserbaidschanischer Tarspieler und Musikpädagoge.
Quliyev besuchte die Musikschule seiner Heimatstadt und studierte am Nationalkonservatorium in Baku. Er war von 1964 bis 1994 Solist der Aserbaidschanischen Staatsphilharmonie und der Staatlichen Konzertgesellschaft. Neben der klassischen Mughammusik zählen zu seinem Repertoire auch Werke zeitgenössischer aserbaidschanischer Komponisten, sowie Bearbeitungen von Werken europäischer Komponisten für die Tar. Mstislaw Rostropowitsch rühmte ihn als den „Paganini des Ostens“.
Am Nationalkonservatorium in Baku unterrichtete Quliyev Volksmusikinstrumente und hatte ab 1974 eine Professur in diesem Fach inne. Von 1990 bis 2000 leitete er die Volksmusikabteilung des Konservatoriums. Sein bekanntester Schüler ist der Tarspieler Malik Mansurov. International hatte er Erfolge u. a. beim von der UNESCO 1988 in den USA veranstalteten International Folklore Festival und bei den aserbaidschanischen Kulturtagen 1998 in London. Seit Mitte der 1990er Jahre tritt er auch im Duo mit seinem Sohn Əyyub Quliyev auf. In Aserbaidschan wurde er mit dem Titel eines Volkskünstlers geehrt und erhielt 2007 eine Ehrenmedaille.